# Rafael Alcântara
Rafael Alcântara do Nascimento, mais conhecido como Rafinha (São Paulo, 12 de fevereiro de 1993), é um futebolista brasileiro que atua como meio-campista. Atualmente está sem clube.

## Carreira

### Barcelona B
Rafael treinou nas categorias de base do Coritiba e do São Caetano.
Com apenas treze anos de idade, foi para a Europa jogar pelo Barcelona. Em 8 de janeiro de 2011, aos dezoito anos de idade, estreou pela primeira vez com a camisa do Barcelona B em um jogo contra o Girona. Rafael entrou aos 10 minutos do segundo tempo, substituindo o mexicano Jonathan dos Santos. Em sua primeira temporada, por ser novato na jovem equipe 'suplente' do Barcelona, disputou poucas partidas. Já em sua segunda temporada, marcou 6 gols em 25 partidas, o colocando como uma das peças principais do técnico Eusebio Sacristán.

### Barcelona
Estreou pelo Barcelona, de Pep Guardiola no dia 9 de novembro de 2011, contra o L'Hospitalet pela Copa do Rei, ao substituir Cesc Fàbregas aos 76 minutos.
Seus anos iniciais dentro da equipe foram disputando mais partidas com a equipe B, onde performava um futebol de demasiada qualidade na La Liga 2.
No time principal, o jogador já via seu irmão mais velho, Thiago Alcântara, alcançar alguns minutos com o treinador. Ambos chegaram a performarem juntos, no time principal, em duas oportunidades. Todas pela Liga dos Campeões, mas em edições diferentes.
Com isso (alternando em alguns poucos jogos com o time principal durante as duas épocas iniciais de profissional) chamou a atenção de outro time espanhol que o contratou por empréstimo.

### Celta de Vigo (primeiro empréstimo)
Em 2013, para disputa da temporada 2013–14, o jogador foi emprestado para o Celta de Vigo. Sua ida ao clube foi, ainda que não intencionalmente, uma referência familiar para Rafinha. O jogador estava no clube que seu pai, o tetracampeão mundial Mazinho, jogara nos nos 90.
Naquela época, Rafinha conseguiu seu espaço. Ele fez 32 partidas, onde chegou a balançar as redes em quatro oportunidades. O atleta obteve destaque no antigo time de seu pai e pôde retornar à Barcelona com capacidade para integrar o time de Luis Henrique.
Seu destaque foi tamanho que o brasileiro ganhou o prêmio de Revelação do Campeonato Espanhol, superando Jesé Rodríguez e Saúl Ñíguez, estes que foram indicados ao prêmio juntamente a Rafinha.

### Barcelona (retorno)

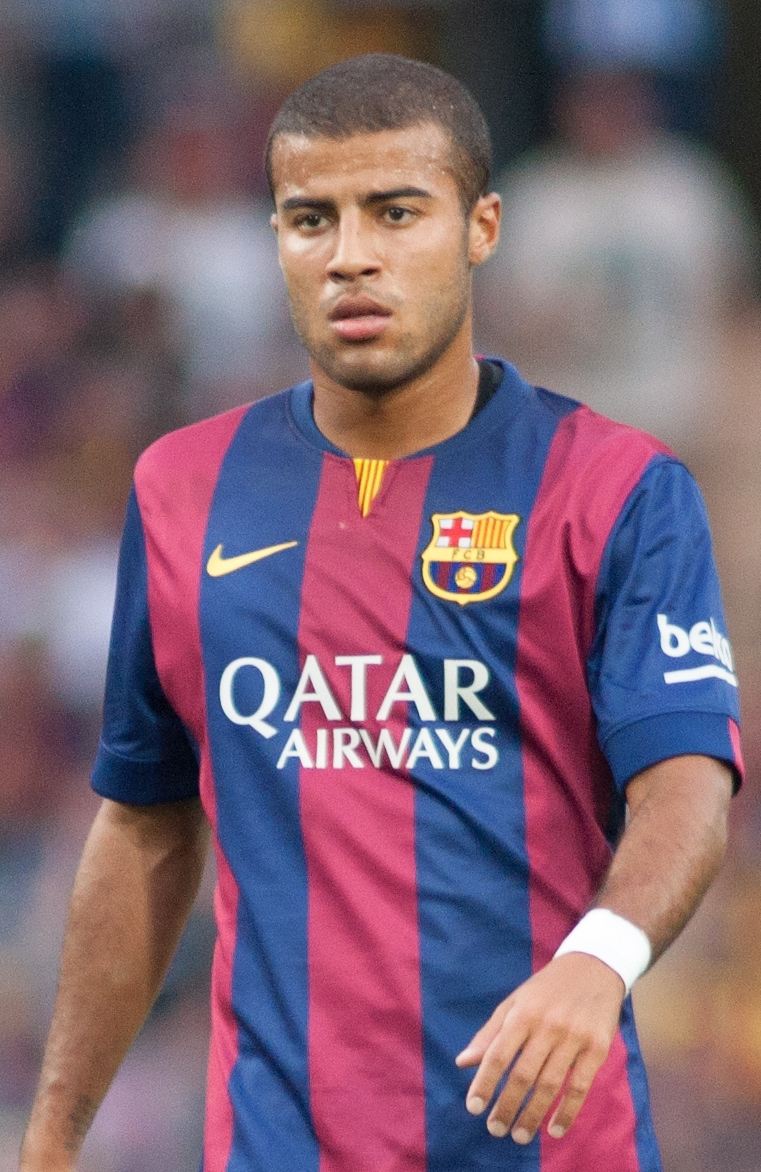
Rafael em 2014.

Quando retornou ao clube, seu irmão já havia saído, bem como o treinador. Contudo, mesmo que alguns meio-campistas já tivessem deixado a Catalunha, o brasileiro não conseguiu o posto de titular na equipe Culé.
Ele virou um suplente frequentemente utilizado, estando presente em grandes momentos do clube da Catalunha. Seus principais títulos provieram ainda em seu retorno. A equipe venceu os três principais títulos da temporada e Rafinha pôde, nas semifinais da Liga dos Campeões, vencer o seu irmão que disputara a competição pelo Bayern.
Após a grande temporada, o jogador passou a ser menos utilizado até ser novamente emprestado. Seu empréstimo ocorreu uma época depois dele ter feito seus melhores números com a camisa do Barcelona: sete gols em 28 partidas entre 2016–17. Na sequência, o jogador esteve com a equipe nos primeiros meses da temporada, mas foi cedido para Itália em janeiro de 2018.

### Internazionale (empréstimo)
No dia 22 de janeiro de 2018, perto do fim da janela de inverno, o jogador foi anunciado pelo Twitter do Barcelona como o novo reforço da Inter de Milão. O empréstimo foi válido até o dia 30 de junho de 2018.
| “                                         | Eu sei que é difícil, mas eu vou dar o meu melhor para estar pronto. Eu espero ficar aqui por um longo período. A Inter me convenceu de seu projeto, é um time que joga bem e o (Luciano) Spalletti é um técnico completo e muito preparado. | ” |
| — Rafinha, em entrevista de apresentação. | |   |

No dia 28 de janeiro, Rafinha jogou sua primeira partida pela Inter, retornando ao final da partida contra o SPAL na Serie A. Ele deu uma assistência para Yann Karamoh contra o Bologna e ajudou o clube a vencer seu primeiro jogo desde dezembro de 2017.Ele marcou seu primeiro gol em 6 de maio, na vitória por 4 a 0 sobre a Udinese.
Sua contribuição mostrou-se fundamental para a conquista do quarto lugar válido no Campeonato Italiano pela classificação para a próxima Liga dos Campeões, mas no final da temporada ele não foi contratado em definitivo encerrando sua passagem por Milão.

### Barcelona (retorno)
Após voltar da Itália, o jogador passou mais uma temporada recebendo poucas oportunidades. Contudo, ainda que com poucos minutos, seu contrato foi renovado mais uma vez com o time Catalão.
No dia 25 de novembro de 2018, Rafinha sofreu uma ruptura no ligamento cruzado anterior esquerdo. O time admitiu que ele seria submetido a uma cirurgia e que estava de fora do resto da temporada 2018–19 europeia.

### Segunda passagem pelo Celta de Vigo
No dia 2 de setembro de 2019, renovou seu contrato com o Barcelona e foi emprestado novamente ao Celta de Vigo até o final da temporada 2019–20.
Após o empréstimo, em agosto de 2020 ele iniciou a pré-temporada com o time catalão. Encerrando sua passagem pelo Celta na temporada Em 2019/20, entrou em campo 30 vezes e marcou quatro gols.
No dia dia 05 de outubro de 2020, após 14 anos de Barcelona, foi anunciada a sua venda ao PSG.

### Paris Saint-Germain
No dia 5 de outubro de 2020, Rafael, como pediu pra ser chamado, foi anunciado pelo Paris Saint-Germain até 2023. A contratação do jogador foi a custo zero, com o Barcelona podendo receber cerca de 35% de uma venda futura.
| “                                                  | Incrível chegar a um clube como o Paris. A verdade é que é uma alegria imensa. Poder viver este momento é incrível! Obviamente, existe o nervosismo que representa assinar com um clube deste tamanho, foi difícil, mas acaba tudo bem. Me sinto capaz de ainda poder crescer como jogador de futebol, de aprender com os meus companheiros. Coletivamente, venho para ganhar tantos títulos quanto possível. | ” |
| — Rafinha, em entrevista ao site oficial do clube. | |   |

Ele teve sua primeira temporada participando regularmente dos jogos. Contudo, não permaneceu para época seguinte, pois a equipe francesa optou por emprestá-lo, como seu antigo clube fizera outrora. A justificativa de sua saída era de que o brasileiro havia perdido espaço no clube.

### Real Sociedad (empréstimo)
Em 27 de dezembro de 2021, Rafinha se juntou à Real Sociedad por empréstimo até junho de 2022.
Desde que desembarcou na Espanha, Rafinha virou peça importante do time de San Sebastián. Ao todo, ele jogou 15 partidas, e marcou um gol, porém não teve seu contrato em definitivo assim voltando para o PSG.
Rafinha foi emprestado e ao voltar ao PSG já não estava nos planos do treinador Christophe Galtier, mas como estava sem espaço na equipe francesa, decidiu por outros caminhos. Desde 2020 no time parisiense, Rafinha Alcântara fez 39 partidas, sem gols, mas com seis assistências.

### Al-Arabi
Em 3 de setembro de 2022, Rafinha Alcântara assinou por duas épocas com o Al-Arabi, do Catar, após assinar sua rescisão junto ao PSG.
Na equipe catari, Rafinha teve demasiado destaque na conquista do seu único título no país. Pela Copa do Emir do Catar de 2022–23, o atleta destacou-se fazendo um gol nas quartas e nas semifinais. Ao chegar na decisão, onde seu clube venceu o jogo por 3 a 0, foi novamente um jogador essencial, pois deu duas assistências na partida.
O restante de sua passagem foi mais discreta. O jogador chegou na semifinal da Qatar Cup, onde já estreou na competição sendo eliminado; e chegou nessa mesma Fase ao disputar a Qatari Stars Cup. Na edição posterior dessa mesma competição, o atleta teve mais sucesso, pois avançou até a decisão após marcar o gol de empate que levou o jogo às penalidades no jogo anterior. Contudo, na final, apesar de ter dado uma assistência, o jogo foi novamente aos pênaltis e o time não conseguiu superar o Umm-Salal Sports Club e ficou apenas com o vice-campeonato.
Pela Liga de Futebol do Catar, o jogador estreou em uma campanha regular da equipe. Logo em sua primeira época, mesmo ausente de gols, ajudou a equipe a assegurar a segunda colocação do Campeonato local, onde ficaram apenas dois pontos atrás do Al-Duhail Sports Club. Em 2023–24, no entanto, nenhuma das duas equipes conseguiu repetir o grande feito. A outra equipe, mesmo com Philippe Coutinho no elenco, ficou uma posição abaixo do Al-Arabi – que garantiu a quinta posição.
Rafinha chegou a balançar as redes nove vezes em 44 partidas pelo clube árabe. Assim que seu contrato chegou ao fim, na metade de 2024, o brasileiro não renovou com o clube e ficou disponível no mercado de transferências.

## Características de jogo
Um meio-campista muito versátil, ele também pode jogar como meia ou ala.Tem muita qualidade com a canhota, bom tecnicamente e taticamente e em passes, ele é bastante rápido, ele sabe como lidar com o jogo e tem um bom drible, também conseguindo ir no gol.

## Seleção Espanhola
Possui dupla cidadania. Desde que chegou a Europa, Rafael sempre defendeu as categorias de base da Seleção Espanhola de Futebol. Desde o sub-16 ao sub-19, com destaque para a sub-17, quando acabou marcando dois gols em oito partidas disputadas.

## Seleção Brasileira
Optou por defender a Seleção Brasileira Sub-20 no Campeonato Sul-Americano Sub-20 de 2013, declarando: "Sempre foi meu sonho jogar na Seleção Brasileira. Eu sempre me senti mais brasileiro que o meu irmão, por isso tomei essa decisão de defender o Brasil. Meu pai sempre quis isso."
Estreou pela Seleção Brasileira principal em 5 de setembro de 2015 em partida amistosa contra a Costa Rica. Na partida seguinte, três dias depois, marcou seu primeiro gol contra os Estados Unidos.
Foi convocado para a disputa da Copa América Centenário em 2016. Entretanto, foi cortado dias antes da estreia e substituído por Lucas.

### Seleção Olímpica
Participou da Seleção Brasileira Olímpica que disputou os Jogos Olímpicos de 2016. Na disputa de pênaltis no jogo da final, contra a Alemanha, converteu uma das cobranças que ajudou a equipe a conquistar o inédito ouro olímpico.

## Vida pessoal
Rafael é filho de Mazinho, volante que atuou na Seleção Brasileira de Futebol e titular na conquista da Copa do Mundo FIFA de 1994, nos Estados Unidos e com passagens por Palmeiras e Vasco da Gama. Sua mãe, Valéria Alcântara, foi jogadora profissional de voleibol. Já seu irmão, Thiago Alcântara, que está aposentado, também atuava como meio-campista e pela seleção espanhola, da qual possui nacionalidade. Tem outros dois irmãos: Thaisa Alcântara e Bruno Alcântara.
Mazinho revelho que Thiago e Rafinha eram torcedores do Vasco quando ambos eram crianças. Contudo, mesmo como pai sendo declaradamente vascaíno, seus filhos mudaram o clube do coração para torcer para o Flamengo. Anos depois, Rafael revelou que não torcia para nenhum time até criar uma admiração pelo Fla.
| “                                        | Fui a um jogo do Flamengo no Maracanã com o meu irmão. Ele entrou em campo com o Petkovic e eu entrei com o Júlio César. Quando entramos no Maracanã e vimos a torcida do Flamengo, não teve jeito. Ali, naquela hora, viramos flamenguistas. Até então não torcia para ninguém. Mas quando vi aquela galera nas arquibancadas... Meu irmão também virou flamenguista na hora. Torço para o Flamengo. Sou flamenguista no Brasil. O sonho de qualquer moleque flamenguista é um dia jogar no Maracanã com a camisa do Flamengo. | ” |
| — Rafinha, sobre o seu clube de coração. | |   |

## Estatísticas
Atualizado até 9 de agosto de 2022.

### Clubes
| Equipe              | Temporada         | Campeonato nacional | Campeonato nacional | Campeonato nacional | Copa nacional[a] | Copa nacional[a] | Copa nacional[a] | Competições continentais[b] | Competições continentais[b] | Competições continentais[b] | Outros torneios[c] | Outros torneios[c] | Outros torneios[c] | Total | Total | Total   |
| Equipe              | Temporada         | Jogos               | Gols                | Assist.             | Jogos            | Gols             | Assist.          | Jogos                       | Gols                        | Assist.                     | Jogos              | Gols               | Assist.            | Jogos | Gols  | Assist. |
| ------------------- | ----------------- | ------------------- | ------------------- | ------------------- | ---------------- | ---------------- | ---------------- | --------------------------- | --------------------------- | --------------------------- | ------------------ | ------------------ | ------------------ | ----- | ----- | ------- |
| Barcelona B         | 2010–11           | 9                   | 1                   | 0                   | —                | —                | —                | —                           | —                           | —                           | —                  | —                  | —                  | 9     | 1     | 0       |
| Barcelona B         | 2011–12           | 39                  | 8                   | 0                   | —                | —                | —                | —                           | —                           | —                           | —                  | —                  | —                  | 39    | 8     | 0       |
| Barcelona B         | 2012–13           | 36                  | 11                  | 8                   | —                | —                | —                | —                           | —                           | —                           | —                  | —                  | —                  | 36    | 11    | 8       |
| Barcelona B         | Total             | 84                  | 20                  | 8                   | 0                | 0                | 0                | 0                           | 0                           | 0                           | 0                  | 0                  | 0                  | 84    | 20    | 8       |
| Barcelona           | 2011–12           | 0                   | 0                   | 0                   | 1                | 0                | 0                | 1                           | 0                           | 0                           | 0                  | 0                  | 0                  | 2     | 0     | 0       |
| Barcelona           | 2012–13           | 0                   | 0                   | 0                   | 0                | 0                | 0                | 1                           | 0                           | 0                           | 0                  | 0                  | 0                  | 1     | 0     | 0       |
| Barcelona           | 2014–15           | 24                  | 1                   | 1                   | 6                | 1                | 0                | 6                           | 0                           | 2                           | —                  | —                  | —                  | 36    | 2     | 3       |
| Barcelona           | 2015–16           | 6                   | 1                   | 0                   | 1                | 0                | 0                | 2                           | 0                           | 0                           | 2                  | 1                  | 0                  | 11    | 2     | 0       |
| Barcelona           | 2016–17           | 18                  | 6                   | 2                   | 4                | 1                | 3                | 6                           | 0                           | 0                           | 0                  | 0                  | 0                  | 28    | 7     | 5       |
| Barcelona           | 2017–18           | 0                   | 0                   | 0                   | 1                | 0                | 0                | 0                           | 0                           | 0                           | 0                  | 0                  | 0                  | 1     | 0     | 0       |
| Barcelona           | 2018–19           | 5                   | 0                   | 0                   | 0                | 0                | 0                | 2                           | 1                           | 0                           | 1                  | 0                  | 0                  | 8     | 1     | 0       |
| Barcelona           | 2019–20           | 3                   | 0                   | 0                   | 0                | 0                | 0                | 0                           | 0                           | 0                           | 0                  | 0                  | 0                  | 3     | 0     | 0       |
| Barcelona           | Total             | 56                  | 8                   | 3                   | 13               | 2                | 3                | 18                          | 1                           | 2                           | 3                  | 1                  | 0                  | 90    | 12    | 8       |
| Celta de Vigo       | 2013–14           | 32                  | 4                   | 7                   | 1                | 0                | 0                | —                           | —                           | —                           | —                  | —                  | —                  | 33    | 4     | 7       |
| Celta de Vigo       | 2019–20           | 29                  | 4                   | 1                   | 1                | 0                | 1                | —                           | —                           | —                           | —                  | —                  | —                  | 30    | 4     | 2       |
| Celta de Vigo       | Total             | 61                  | 8                   | 8                   | 2                | 0                | 1                | 0                           | 0                           | 0                           | 0                  | 0                  | 0                  | 63    | 8     | 9       |
| Internazionale      | 2017–18           | 17                  | 2                   | 3                   | 0                | 0                | 0                | —                           | —                           | —                           | —                  | —                  | —                  | 17    | 2     | 3       |
| Internazionale      | Total             | 17                  | 2                   | 3                   | 0                | 0                | 0                | 0                           | 0                           | 0                           | 0                  | 0                  | 0                  | 17    | 2     | 3       |
| Paris Saint-Germain | 2020–21           | 23                  | 0                   | 4                   | 3                | 0                | 1                | 8                           | 0                           | 1                           | 0                  | 0                  | 0                  | 34    | 0     | 6       |
| Paris Saint-Germain | 2021–22           | 5                   | 0                   | 0                   | 0                | 0                | 0                | 0                           | 0                           | 0                           | 0                  | 0                  | 0                  | 5     | 0     | 0       |
| Paris Saint-Germain | Total             | 28                  | 0                   | 4                   | 3                | 0                | 1                | 8                           | 0                           | 1                           | 0                  | 0                  | 0                  | 39    | 0     | 6       |
| Real Sociedad       | 2021–22           | 17                  | 1                   | 0                   | 2                | 0                | 0                | 2                           | 0                           | 0                           | —                  | —                  | —                  | 21    | 1     | 0       |
| Real Sociedad       | Total             | 17                  | 1                   | 0                   | 2                | 0                | 0                | 2                           | 0                           | 0                           | 0                  | 0                  | 0                  | 21    | 1     | 0       |
| Total na carreira   | Total na carreira | 263                 | 39                  | 26                  | 20               | 2                | 5                | 28                          | 1                           | 3                           | 3                  | 1                  | 0                  | 314   | 43    | 34      |

- a. ^ Jogos da Copa del Rey e Copa da França
- b. ^ Jogos da Liga dos Campeões da UEFA e da Liga Europa da UEFA
- c. ^ Jogos da Supercopa da UEFA e Supercopa da Espanha

### Seleção Brasileira
Atualizado em 20 de agosto de 2016.
Sub-20
| Ano   |       |      |         |       |
| Ano   | Jogos | Gols | Assist. | Média |
| ----- | ----- | ---- | ------- | ----- |
| 2013  | 3     | 0    | 0       | 0     |
| Total | 3     | 0    | 0       | 0     |

Sub-23 (Olímpico)
| Ano   |       |      |         |       |
| Ano   | Jogos | Gols | Assist. | Média |
| ----- | ----- | ---- | ------- | ----- |
| 2014  | 0     | 0    | 0       | 0     |
| 2015  | 0     | 0    | 0       | 0     |
| 2016  | 6     | 0    | 1       | 0     |
| Total | 6     | 0    | 1       | 0     |

Seleção Principal
| Ano   |       |      |         |       |
| Ano   | Jogos | Gols | Assist. | Média |
| ----- | ----- | ---- | ------- | ----- |
| 2015  | 2     | 1    | 0       | 0,5   |
| Total | 2     | 1    | 0       | 0,5   |

## Títulos
Barcelona

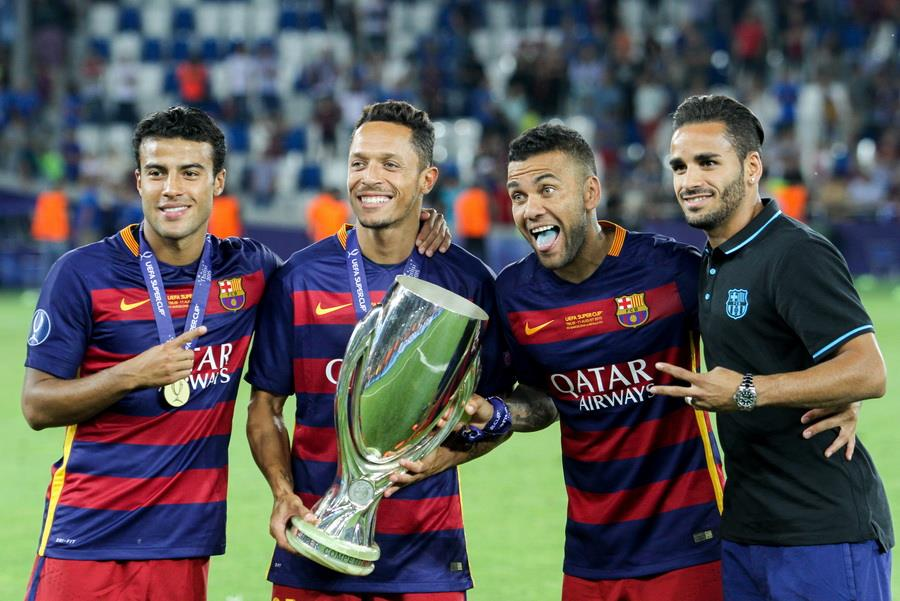
Rafinha, Adriano, Daniel Alves e Douglas com o troféu da Supertaça da UEFA.

- Liga dos Campeões da UEFA: 2014–15
- Supercopa da UEFA: 2015
- Campeonato Espanhol: 2014–15, 2015–16, 2018–19
- Copa do Rei: 2011–12, 2014–15, 2015–16, 2016–17, 2017-18
- Supercopa da Espanha: 2018
- Copa do Mundo de Clubes da FIFA: 2015

Paris Saint-Germain
- Copa da França: 2020–21

Al-Arabi
- Copa do Emir do Qatar: 2022-23

Seleção Brasileira
- Jogos Olímpicos: 2016
- Torneio Internacional de Toulon: 2013

### Prêmios individuais
- Jogador Revelação da La Liga: 2013–14[8]
- Jogador do mês da La Liga: fevereiro de 2014